# Veauce
Veauce é uma comuna francesa na região administrativa de Auvérnia-Ródano-Alpes, no departamento Allier. Estende-se por uma área de 3,75 km². Em 2010 a comuna tinha 40 habitantes (densidade: 10,7 hab./km²).